# La mala educación
La mala educación és el títol d'una pel·lícula espanyola escrita i dirigida per Pedro Almodóvar i estrenada a Espanya el 18 de març de 2004. És protagonitzada per Gael García Bernal, Fele Martínez i Daniel Giménez Cacho. Està ambientada en Madrid en 1980 i conta la trobada d'un director de cine d'èxit, Enrique Goded, amb el seu antic company d'escola, Ignacio Rodríguez. La pel·lícula va ser projectada a molts festivals internacionals de cinema com el de Cannes, Nova York, Moscou o Toronto abans d'estrenar-se el 19 de novembre de 2004 en Estats Units d'Amèrica.

## Argument
Dos xiquets, Ignacio (Gael García Bernal) i Enrique (Fele Martínez), coneixen l'amor, el cinema i la por a una escola religiosa a principi dels anys 60 a Madrid. El Pare Manolo (Lluís Homar), director de l'escola i el seu professor de literatura és testimoni i part d'aquestos descobriments.
Els tres personatges tornen a trobar-se dues vegades més, a final dels anys 70 i en el 80. El retrobament marcarà la vida i la mort d'algun d'ells.

## Repartiment
- Gael García Bernal (1978) dona vida a Juan (ara anomenat Ángel), que es fa passar pel seu germà Ignacio. Aquest va ser company de la infància d'Enrique i el seu primer amor homosexual. Juan es presenta a sa casa com un actor amb un guió, amb un començament de la infància dels dos amics, i una continuació fictícia, on l'actor dona vida a la travesti Zahara. Continua donant vida en la pel·lícula a Juan, germà del vertader Ignacio, capaç de tot per aconseguir l'èxit com a actor.

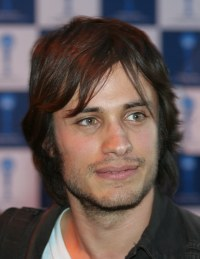
Gael García Bernal.

- Fele Martínez (1975) és Enrique Goded, un cineasta d'èxit obertament homosexual, que rep la visita d'una de les seues obsessions, el seu primer amor d'un internat catòlic. Enrique no tardarà a adonar-se que el seu amic Ignacio no és el que pareixia, però la seua fascinació per Ángel li farà continuar amb el joc.
- Daniel Giménez Cacho (1961) és el pare Manolo, personatge del guió fictici escrit per Ángel i en el que Enrique hi veu una possible pel·lícula. Va ser el professor de literatura d'Ignacio en la seua infància. Zahara tornarà ja adulta a l'internat a amenaçar-lo pels abusos sexuals comesos en la seua infància.
- Lluís Homar (1957) és el Sr. Manuel Berenguer, personatge real del pare Manolo, que va abandonar els hàbits i va anar en busca d'Ignacio després que l'amenaçara, amb el relat La visita, enamorant-se del seu germà Juan fins on ni ell podia sospitar.
- Francisco Boira és la veritable Ignacio, una heroïnòmana transsexual, que viu amb el seu germà Juan, i que amenaça el seu antic professor Manuel Berenguer, per a aconseguir un milió de pessetes per a operar-se i convertir-se totalment en una dona.
- Javier Cámara (1967) és Paca o Paquito, un dels personatges de ficció del guió d'Ángel, un travesti que acompanya Zahara de nou a l'internat per a aconseguir diners del pare Manolo. És el personatge amb més càrrega còmica de la cinta.
- Alberto Ferreiro (1982) és Enrique Serrano, el personatge de ficció del guió corresponent a Enrique Goded, amb el que Zahara es retrobarà abans de morir. Després dels anys, està casat i viu amb família en el poble més proper a l'internat.
- Juan Fernández és Martín, ajudant de producció i anterior parella d'Enrique Goded.
- Nacho Pérez és Ignacio de xiquet, un xiquet amb veu angelical que enamora al pare Manolo, i apassionat de les pel·lícules de Sara Montiel que veu al cinema Olympo amb el seu primer amor, Enrique.
- Raúl García Forneiro és Enrique de xiquet, un xic independent, amb sentiments cap al seu amic Ignacio, pel qual està disposat a tot a fi que no pateixi.
- Francisco Maestre (1957) és el pare José, subordinat del pare Manolo i autor de la mort de Zahara.
- Petra Martínez és la mare d'Ignacio i Juan, una dona atormentada pels seus fills, que segueix vivint en el seu xicotet poble de Galicia.
- Roberto Hoyas (1979) és el cambrer de La Perla, que indica a Enrique Goded com arribar a la casa natal d'Ignacio.
- Leonor Watling (1975) és Mónica, ajudant de vestuari de La visita; no apareix als crèdits.

## Premis Goya2004
| Categoria                    | Persona           | Resultat  |
| ---------------------------- | ----------------- | --------- |
| Millor pel·lícula            | Millor pel·lícula | Candidata |
| Millor director              | Pedro Almodóvar   | Candidat  |
| Millor direcció de producció | Esther García     | Candidata |
| Millor direcció artística    | Antxón Gómez      | Candidat  |

## Emissió a televisió
- TVE la va estrenar el dilluns 15 de gener de 2007, al programa "Versión Española".